# بورجارلو
بورجارلو (به ایتالیایی: Borgarello) یک کومونه در ایتالیا است که در استان پاویا واقع شده‌است.

## خصوصیات
بورجارلو ۴٫۸ کیلومترمربع مساحت و ۲٬۱۸۸ نفر جمعیت دارد.